# ソフィアン・ギトゥーヌ
ソフィアヌ・ギトゥーヌ（Sofiane Guitoune、1989年3月27日 - ）は、トップ14スタッド・トゥールーザンに所属するラグビー選手。

## プロフィール
- アルジェリア・アルジェ出身。母はフランス人で2歳よりフランスに移住。
- ポジションはセンター(CTB)、ウィング(WTB)。
- 身長 184cm、体重 97kg
- フランス代表キャップは9（2021年1月現在）でワールドカップ2015・2019のフランス代表に選ばれた[1]。

## 略歴
SUアジャン、アルビ、USAペルピニャン、ボルドーを経て、2016年、トゥールーズに加入。